# 硫代硫酸钠
硫代硫酸钠，又稱大苏打、海波，是一種無機化合物，化學式為Na2S2O3。通常為白色或无色的五水合物（Na2S2O3·5H2O）。它是一种易風化的物質，易溶于水。
硫代硫酸钠可用于金矿开采、水处理、分析化学，银基摄影胶片和相纸的开发，以及药物。硫代硫酸钠的医药用途包括治疗氰化物中毒和花斑癬。它在世界卫生组织基本药物标准清单中。

## 用途

### 医药用途
硫代硫酸钠可用于治疗氰化物中毒。硫代硫酸钠也用于治疗皮癬菌病和花斑癬，以及血液透析和化疗的一些副作用。它临床用于治疗皮肤搔痒症、性荨麻疹、药疹、铊中毒和砷中毒等，以靜脈注射的方式治療。

### 照相沖印
溴化銀等鹵化銀作為照相乳劑的主要成分，經硫代硫酸鹽水溶液處理後會溶解。這種作為照相定影劑的應用是由約翰·赫歇爾發現的。它常用於膠片和相紙沖洗。硫代硫酸鈉定影劑通常被稱為「海波」，源自於最初的化學名稱「次亞硫酸鈉」（Sodium hyposulfite）。在此應用中，硫代硫酸銨通常優於硫代硫酸鈉。

### 自來水脫氯
硫代硫酸鈉可用於對自來水進行脫氯，包括降低水族館、游泳池和水療中心使用水的氯含量，以及水處理廠內用於在排入河流之前處理沉澱的反沖洗水。此還原反應類似於碘還原反應。
在漂白劑物質的pH測試中，硫代硫酸鈉可以中和漂白劑的脫色作用，並允許使用液體指示劑測試漂白劑溶液的pH。相關反應類似碘反應：硫代硫酸鹽還原次氯酸鹽（漂白劑中的活性成分），在此過程中其被氧化成硫酸鹽。完整反應：
4 NaClO + Na
2S
2O
3 + 2 NaOH → 4 NaCl + 2 Na
2SO
4 + H
2O
類似地，硫代硫酸鈉可與溴反應，並從溶液中除去遊離溴。硫代硫酸鈉溶液通常在化學實驗室中用作處理溴的預防措施，以及安全處理溴、碘或其他強氧化劑。

## 結構
五水合物有兩種同質異形體，無水鹽存在多種同質異形體。在固態中，硫代硫酸根陰離子呈四面體狀，理論上是用硫酸根陰離子中的硫原子取代其中一個氧原子產生的。S-S距離表示單鍵，這表示末端的硫帶有明顯的負電荷，而S-O相互作用具有更多的雙鍵特性。

## 生產
在工业上，硫代硫酸钠主要是由硫化钠或含硫染料制造的液体废物生产。
在实验室中，硫代硫酸鈉可以由亚硫酸钠或沸腾的氢氧化钠溶液和硫反应而成：
6 NaOH + 4 S → 2 Na
2S + Na
2S
2O
3 + 3 H
2O

## 反應
在444 °C以上，硫代硫酸钠分解成硫酸钠和多硫化钠：
4 Na
2S
2O
3 → 3 Na
2SO
4 + Na
2S
5
硫代硫酸鹽與酸反應後會發生分解。初始質子化發生在硫上。在-78℃下的二乙醚中進行質子化反應，可得到H
2S
2O
3（硫代硫酸）。它是稍強的酸，第一次和第二次电离的 pKa 分別為0.6和1.7。
在标准情况下，对硫代硫酸钠加酸会分解成硫、二氧化硫和水：
Na
2S
2O
3 + 2 HCl → 2 NaCl + S + SO
2 + H
2O

### 配位化學
硫代硫酸鹽是軟金屬離子的有效配體。典型的配合物是[Pd(S
2O
3)
2(en)]2−，具有一對S鍵結的硫代硫酸鹽配體。硫代硫酸鈉和硫代硫酸銨已被提議作為氰化物提取金的替代浸出剂。這種方法的優點是硫代硫酸鹽的毒性遠低於氰化物，且氰化法难处理的礦石類型（例如碳質或卡林型礦石）可以用硫代硫酸鹽浸出。這種替代工藝的問題包括硫代硫酸鹽的消耗量大，以及缺乏合適的回收技術，因為[Au(S
2O
3)
2]3−不會吸附在活性炭上，這是金氰化中用於從礦漿中分離金錯合物的標準技術。

### 碘量法
在分析化学中，硫代硫酸根陰离子会和化学计量的碘在水溶液中反应，碘被还原成碘离子，而硫代硫酸根被氧化成连四硫酸根：
2 S
2O2−
3 + I
2 → S
4O2−
6 + 2 I−

由於此反應的定量性質，以及Na
2S
2O
3 · 5H2O具有良好的保質期，因此它被用作碘量法中的滴定劑。Na
2S
2O
3 · 5H2O也是碘鐘反應的組成部分。
這種特殊用途可以透過溫克勒滴定法的一系列反應來測量水中的氧含量。它也用於以體積估算溶液中某些化合物（如過氧化氫）的濃度以及估算商業漂白粉或水中的氯含量。

### 和铝离子的反应
硫代硫酸钠可用于分析化学，
當與含有鋁離子的樣品一起加熱時，會产生白色沉淀：
2 Al3+ + 3 S
2O2−
3 + 3 H
2O → 3 SO
2 + 3 S + 2 Al(OH)
3

### 有机化学
对硫代硫酸钠烷基化会产生S-烷基硫代硫酸钠（例如苄基硫代硫酸钠），它们也被称为Bunte盐。烷基硫代硫酸钠会水解，并产生硫醇，例如巯基乙酸的制备：
ClCH
2CO
2H + Na
2S
2O
3 → Na[O
3S
2CH
2CO
2H] + NaCl
Na[O
3S
2CH
2CO
2H] + H
2O → HSCH
2CO
2H + NaHSO
4